# The Smell of Success
The Smell of Success es una película estadounidense estrenada en 2009. Esta comedia fue protagonizada por Billy Bob Thornton, Téa Leoni y Ed Helms junto a los hermanos Polish, Mark y Michael, quienes escribieron el guion de la misma. Michael se dedicó también a su dirección.

## Sinopsis
El Sr. Rose (Patrick Bauchau), dueño y director general de una gran empresa productora de fertilizantes a base de estiércol, llamada "Rose's Manure Company", sufre un trágico accidente que acaba con su vida. Este suceso provoca uno de los peores momentos de la empresa, donde tanto trabajadores como vendedores ven como se va a hundir en la miseria todo el imperio que Rose había levantado, haciendo que acaben todos en la calle y sin trabajo.
Rosemary Rose (Téa Leoni), hija del fallecido, se desplaza hasta el lugar para dirigir la empresa aunque no tiene conocimientos ya que es una especializada en cosméticos de alta gama. Por ello, decide solicitar la ayuda a uno de los mejores vendedores de la empresa llamado Patrick Fitzpatrick (Billy Bob Thornton), juntos lucharán contra su competidor, quien intenta aprovechar la muerte del Sr. Rose para hacerse con todos sus clientes.

## Reparto

### Protagonistas
- Billy Bob Thornton como Patrick Fitzpatrick.
- Téa Leoni como Rosemary Rose.
- Mark Polish como Thaddeus Young.
- Ed Helms como Chet Pigford.
- Kyle MacLachlan como Jimmy St. James.
- Pruitt Taylor Vince como Cleveland Clod.
- Frances Conroy como Agnes May.
- Richard Edson como Nelly the Nose.

### Resto del reparto
- Aria Alpert como Srta. Smith.
- Sean Andrews
- Michael Arturo como vendedor de perritos calientes.
- Patrick Bauchau como Sr. Rose.
- Brooke Baumer
- Christian Eric Billings
- Brent Briscoe como granjero con escopeta.
- Scott Michael Campbell como Sr.Diehl.
- Damian Cecere
- Luke Cheeseman
- Carolyn Christian como compradora.
- David A. Cooper
- Vincent De Paul
- Janet DuBois
- Gerald Emerick
- Steve Fite
- Massi Furlan
- Jon Gries como Early Dunchamp.
- Jeff Gum
- Brian A. Gutiérrez
- Jeffrey Hallman
- Steve Hersack como cocinero.
- Valorie Hubbard como Grace, la camarera.
- Derek Johnson
- Ken Johnson
- Jeff Joslin
- Bryan Law como granjero de judías.
- Martin Mathieu
- Don Charles McGovern
- D. W. Moffett como agente Chestnut.
- Tony Monsour como agente del FBI.
- Erin O'Shaughnessy como Sra. Diehl.
- Jamie Preston
- David Schroeder como juez federal.
- David Shackelford como granjero de zanahorias.
- Aaron Skinner
- Sadie Stratton
- Mark Tomesek como granjero de patatas.
- Elizabeth Van Amelsvoort
- Liz Van Amelsvoort
- Rachel Winfree